# 바일란텔라속
바일란텔라속(Vaillantella)은 잉어목에 속하는 물고기 속의 하나이다. 동남아시아에서 발견된다. 바일란텔라과(Vaillantellidae)의 유일속으로 3종으로 이루어져 있다. 2012년에 별도의 과로 처음 학인되었다.

## 하위 종
현재, 3종이 알려져 있다.
- Vaillantella cinnamomea Kottelat, 1994
- Vaillantella euepiptera (Vaillant, 1902)
- Vaillantella maassi M. C. W. Weber & de Beaufort, 1912